# Kipton
Kipton és una població dels Estats Units a l'estat d'Ohio. Segons el cens del 2000 tenia 265 habitants.

## Demografia
Segons el cens del 2000, Kipton tenia 265 habitants, 105 habitatges, i 76 famílies. La densitat de població era de 222,4 habitants per km².
Dels 105 habitatges en un 32,4% hi vivien nens de menys de 18 anys, en un 58,1% hi vivien parelles casades, en un 10,5% dones solteres, i en un 26,7% no eren unitats familiars. En el 22,9% dels habitatges hi vivien persones soles el 9,5% de les quals corresponia a persones de 65 anys o més que vivien soles. El nombre mitjà de persones vivint en cada habitatge era de 2,52 i el nombre mitjà de persones que vivien en cada família era de 2,92.
Per edats la població es repartia de la següent manera: un 24,9% tenia menys de 18 anys, un 9,8% entre 18 i 24, un 31,7% entre 25 i 44, un 20,4% de 45 a 60 i un 13,2% 65 anys o més.
L'edat mediana era de 38 anys. Per cada 100 dones de 18 o més anys hi havia 109,5 homes.
La renda mediana per habitatge era de 48.182 $ i la renda mediana per família de 44.375 $. Els homes tenien una renda mediana de 46.250 $ mentre que les dones 22.188 $. La renda per capita de la població era de 19.499 $. Aproximadament el 2,4% de les famílies i el 4,5% de la població estaven per davall del llindar de pobresa.

## Poblacions més properes
El següent diagrama mostra les poblacions més properes.